# Президентские выборы в Абхазии (2009)
Четвёртые Президентские выборы в Абхазии прошли 12 декабря 2009 года. Действующий президент Сергей Багапш противостоял четырём оппозиционным кандидатам. Каждый кандидат выдвигал кандидата в вице-президенты.

## Кандидаты
- Ардзинба, Заур Джотович — глава Абхазского морского пароходства
- Багапш, Сергей Васильевич — президент Абхазии
- Бганба, Виталий Решевич — доктор философии и экономики
- Бутба, Беслан Тикович — владелец Абаза ТВ
- Хаджимба, Рауль Джумкович — бывший вице-президент, премьер-министр и министр обороны Абхазии

## Итоги
Одержал победу действующий президент Сергей Багапш.
| Кандидат в президенты                                                                                                   | Кандидат в вице-президенты           | Голоса  | %      |
| --- | ------------------------------------ | ------- | ------ |
| Багапш Сергей Васильевич                                                                                                | Анкваб Александр Золотинскович       | 62,231  | 61.16  |
| Хаджимба Рауль Джумкович                                                                                                | Авидзба Василий Шамониевич           | 15,584  | 15.32  |
| Ардзинба Заур Джотович                                                                                                  | Джопуа Хрипс Радионович              | 9,296   | 9.14   |
| Бутба Беслан Тикович | Кчач Алмасбей Иванович               | 8,395   | 8.25   |
| Бганба Виталий Решевич                                                                                                  | Дасаниа Давид Мканович               | 1,326   | 1.30   |
| Против всех | Против всех                          | 1,893   | 1.86   |
| Недействительные голоса                                                                                                 | Недействительные голоса              | 3,031   | 2.98   |
| Общее число голосов | Общее число голосов                  | 101,756 | 100.00 |
| Явка | Явка                                 | 101,756 | 73.50  |
| Неявка | Неявка                               | 36,691  | 26.50  |
| Число зарегистрированных избирателей                                                                                    | Число зарегистрированных избирателей | 138,447 | 100.00 |
| Источник: ЦИК Абхазии: на выборах президента победил Сергей Багапш Архивная копия от 11 августа 2011 на Wayback Machine |                                      |         |        |